# 大島正徳

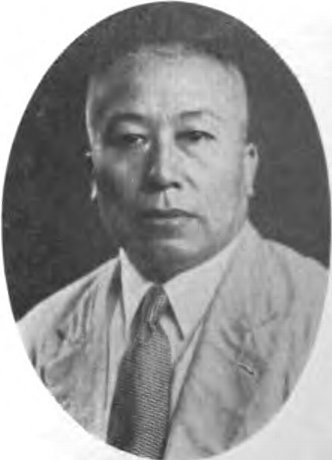
大島正徳

大島 正徳（おおしま まさのり、旧字体：大島 正德、1880年11月11日 - 1947年4月21日）は、日本の哲学者・教育家。

## 略歴
神奈川県海老名市出身。実家は豪農で、父親は蚕種業のかたわら自由民権運動に携わり、子供の教育にも自由主義を貫いた。耕余塾で学んだのち、同志社中学校、第一高等学校を経て、1904年東京帝国大学文学部哲学科卒。研究生を09年までやり、14年東京帝国大学哲学科講師、16年助教授、1924年に同大及び一高教授を務める。
帝大を退職し、1925年東京市学務局長に就き、同教育局長、東京市会議員、帝国教育会理事などを務めた。37年世界教育会議日本事務局の事務総長。1942年には村田省蔵大日本帝国陸軍第十四軍（フィリピン占領軍）最高顧問の比島調査委員会で教育及び宗教担当委員を務めた。同年発足の青年南方文化協会（日比青年文協教会の後身）会長も務めた。
戦後は公職追放を経て
、教育刷新委員会委員。

## 家族
- 父方祖父・大島正博 - 相模国高座郡中新田村（現・海老名市）の名主で豪農
- 父・大島正義（1857－1923） - 自由民権運動家、養蚕家、県会議員。小笠原東陽に学び、石坂昌孝らの武相懇親会にも参加。[9]
- 父方叔父・大島正健

## 著書
- 『新思想の批判と主張』青年教育会　1920
- 『思索の人生』青年教育会　1922
- 『経験派の哲学』至文堂　1923
- 『倫理学概論』至文堂　1924
- 『自治公民の根本義』至文堂　1927
- 『近世英国哲学史』三共出版社　1928
- 『昭和公民読本』政治教育協会　1929
- 『現代哲学概観』至文堂　1931
- 『哲学の話』宝文館　1933
- 『ヒューム人性論』岩波書店　1935　大思想文庫
- 『立憲的忠君愛国論』選挙粛正同盟会　1935
- 『ロック』岩波書店　1938　大教育家文庫
- 『哲学概論』至文堂　1939
- 『Japan from within = やまと心』北星堂　1940
- 『世界の心を語る 北中南米旅の雑話』帝国教育会出版部　1940
- 『知的生活』至文堂　1941
- 『日本文化と国民性』春秋社松柏館　1942
- 『現代実在論の研究』至文堂　1943
- 『我が国民性の反省』宝文館　1945
- 『現代アメリカ哲学』大日本出版　1946
- 『デモクラシーの基本概念』至文堂　1946
- 『落想録』宝文館　1946
- 『社会生活の基調』日光書院　1947　日本建設新書
- 『倫理の話』宝文館　1947
- 『新倫理学概論』至文堂　1948
- 『デモクラシーと我が国民性』至文堂　1948
- 『海老名郷土誌』国書刊行会　1980
- 『世界心国家心個人心』大空社　1996　叢書日本人論

## 参考
- デジタル版日本人名大辞典:
- 菊川忠夫「大島正徳の生涯と思想」神奈川工科大学研究紀要、1984年: